# アントニー・レイテル
アントニー・レイテル（Antoni Reiter、1950年3月16日- 1986年）はポーランドのグダニスク出身の柔道選手。階級は中量級。身長181cm。

## 人物
1973年のフランス国際中量級で3位に入ると、世界選手権でも銅メダルを獲得した。1974年の世界学生は2位だったが、1975年のヨーロッパ選手権で優勝を飾った。1976年のヨーロッパ選手権では3位だった。モントリオールオリンピックには軽重量級で出場するも、3回戦で東ドイツのディートマー・ローレンツに敗れた。1986年に自殺した。

## 主な戦績
- 1970年 - ポーランド国際　3位
- 1971年 - ブルガリア国際　優勝
- 1972年 - ポーランド国際　3位
- 1973年 - フランス国際　3位
- 1973年 - 世界選手権　3位
- 1974年 - ヨーロッパ選手権　2位
- 1974年 - 世界学生　2位
- 1975年 - ヨーロッパ選手権　優勝
- 1975年 - ポーランド国際　3位
- 1976年 - ヨーロッパ選手権　3位